# Vasile Bizău
Vasile Bizău (ur. 14 października 1969 w Dragomirești) – rumuński duchowny katolicki rytu bizantyjskiego, biskup eparchii Marmaroszu od 2011.

## Życiorys

### Prezbiterat
31 sierpnia 1997 otrzymał święcenia kapłańskie i został inkardynowany do eparchii Marmaroszu. Przez kilka lat pracował jako duszpasterz parafialny, zaś od 1999 był wykładowcą eparchialnego seminarium.

### Episkopat
20 czerwca 2007 synod Rumuńskiego Kościoła Greckokatolickiego wybrał go na biskupa kurialnego archieparchii Fogaraszu i Alba Iulia.
27 października 2007 papież Benedykt XVI zatwierdził ten wybór i wyznaczył mu stolicę tytularną Appiaria. Sakry biskupiej udzielił mu 16 grudnia 2007 arcybiskup większy Lucian Mureșan.
11 czerwca 2011 papież zatwierdził jego wybór na biskupa eparchii Marmaroszu.